# ابوالفضل میرزا عضدالسلطان
ابوالفضل میرزا عضد السلطان از شاهزادگان قاجار و از رجال قرن چهاردهم هجری است.

## کودکی و تحصیلات
ابوالفضل میرزا در ۱۲۶۲ در تبریز تولد یافت. مادرش نور الدوله زنی متقی و پرهیزگار بود. از پنج سالگی تحصیلات خود را در اندرون ولیعهد زیر نظر معلمان ایرانی و خارجی شروع کرد و مقدمات زبان و ادب فارسی و زبان فرانسه را آموخت.
ابوالفضل میرزا آموزش‌های نظامی را در صنف پیاده‌نظام و توپخانه فراگرفت و قدری هم ریاضیات و تاریخ و جغرافیا مطالعه کرد. در ۱۳۱۰ ه. ق که فرزندان مظفرالدین میرزا ولیعهد دسته جمعی به حضور ناصرالدین‌شاه قاجار رسیدند، شاه برای هر یک لقب و مواجبی تعیین نمود. در این دیدار برای ابوالفضل میرزا لقب عضدالسلطان و سالیانه یک هزار تومان حقوق تعیین گردید.

## مناصب کشوری
در ۱۳۱۳ ه. ق پس از آن که پدرش به سلطنت رسید، فرمان حکومت همدان برای او صادر شد ولی او از طرف خود پیشکاری تعیین نمود و به همدان فرستاد و خود در تهران به تحصیل پرداخت. در تواریخ اراک و کتب رجال است که چندی حکومت سلطان آباد (اراک) و عراق عجم با او بود. ظاهراً اواسط سال 1318 [هجری قمری] حکومت عراق و گلپایگان و خوانسار و کمره (محال ثلاثه) به پیشکاری میرزا حسین‌خان صاحب‌دیوان به شاهزاده عضدالسلطان واگذار گردید .
در ۱۳۲۳ ه. ق حکومت گیلان به او داده شد ولی این بار عضدالسلطان به مقر حکومتی رفت و شخصاً در ایجاد نظم و امنیت مداخله نمود .    ظل‌السلطان عموی وی که در همان سال در راه عزیمت به اروپا به اتفاق دو فرزندش اکبر میرزا و بهرام‌میرزا چند روزی میهمان عضدالسلطان بوده‌است، در کتاب خویش به نام سرگذشت مسعودی طرز رفتار و عدالت و ادب برادرزادهٔ خود را ستایش می‌کند. وی در واپسین روزهای زندگی پدرش در تهران اقامت داشت. پس از صدور فرمان مشروطیت و فوت مظفرالدین شاه، وی برخلاف بعضی از برادران خود، با محمدعلی شاه روابط بسیار صمیمانه و حسنه‌ای داشت و او را خیلی از موارد مشورت می‌داد.
پس از تشکیل اولین دورهٔ مجلس شورای ملی، کمیسیون مالیه مجلس حقوق و مواجب شاهزادگان و رجال را تقلیل داد، از جمله مواجب عضدالسلطان اعم از نقدی و جنسی از ۲۴ هزار تومان به دوازده هزار تومان کاهش یافت. اما وی برخلاف دیگران در مقام اعتراض یا مبارزه با مشروطه برنیامد و اگر هم مخالفتی داشت، ظاهر کار را حفظ می‌کرد.
شاهزاده عضدالسلطان در بیستم صفر 1336/ه.ق / 14 آذر 1296 ه.ش به حکومت مازندران منصوب شد.او با پنجاه نفر سواره نظام برای نظم بخشیدن به اوضاع مازندران به این استان عزیمت کرد.ولی به جهت اتحادی که سران مازندران علیه دولت بسته بودند ناچار مدتی در فیروزکوه سرگردان ماند و ارشد السلطان را به نیابت به مازندران فرستاد و خودش چندی بعد روانه آن دیار شد و مدتی در بارفروش (بابل امروزی) توقف کرد.از آنجا به مشهدسر(بابلسر امروزی) رفته و چگونگی اتحاد ملی طبرستان را به دولت گزارش داد. عضد السلطان سرانجام به علت عدم دستیابی به نتیجه مطلوب به تهران بازگشت.
در دوران سلطنت احمدشاه، او بسیار محترم و با عزت زندگی می‌کرد و بیشتر وقت او صرف رسیدگی به املاک وسیع خود که در دوران حکومتش تدارک دیده بود و بیشتر در عراق عجم قرار داشت سپری می‌شد. در ۱۳۰۱ ش کمیسیون بودجهٔ مجلس، شهریهٔ او را ماهی هزار تومان تثبیت کرد و این رقم در آن ایام بالاترین مبلغی بود که به شاهزادگان درجهٔ اول پرداخت می‌شد. غیر از او برادرش نصرت‌السلطنه هم از این حقوق برخوردار گردید. در ۱۳۰۴ مجلس پنجم شهریهٔ او را به هفتصد و پنجاه تومان در ماه کاهش داد. بعد از عزل احمدشاه، عضدالسلطان گوشه گیر شد و بیشتر وقت خود را در باغ و عمارت موسوم به عضدیه و املاک خویش در عراق عجم می‌گذراند و به هیچ وجه خود را به حکومت نزدیک نمی‌کرد.
در ۱۳۳۲ در دورهٔ دوم مجلس سنا، ابوالفضل عضد سناتور انتصابی شد و یک دورهٔ چهارساله در مجلس سنا عضویت داشت. از روزی که زمزمه قانون اصلاحات ارضی شروع شد، وی به علت داشتن املاک وسیع به مخالفت پرداخت و آشکار و پنهان مخالفت خود را از این تصمیم ابراز می‌کرد. وفات او در ۱۳۴۹ در ۸۷ سالگی اتفاق افتاد.

## خصوصیات فردی
عضدالسلطان مردی ثروتمند و وطن‌خواه، باسواد و فرهنگ‌دوست بود و مبین این امر، یادداشت‌هایی است که در مجله سپید و سیاه از او به چاپ رسیده‌است. به مبانی مذهبی پای‌بند بود، نماز و روزه را هرگز ترک نکرد، در دادن خمس و زکوه کوشا بود. در ایام کهولت غالباً در منزل خویش واقع در خیابان حقوقی در کتابخانهٔ معتبرش، از دوستان پذیرائی می‌کرد. از لحاظ قیافه صوری خیلی شباهت به مظفرالدین شاه داشت. 
وی در جوانی با خانم دفتر الملوک( خواهر  مصدق )، دختر میرزا هدایت‌الله وزیر دفتر ازدواج کرد. صاحب سه پسر و چهار دختر شد. یکی از دختران وی همسر مهندس احمد مصدق، دومی همسر  محمد راستین از اقطاب دراویش، سومی همسر خاکباز محسنی در اراک و آخری همسر یکی از سادات اجاق کرمانشاهی گردید. پسرانش مهندس ابونصر و انوشیروان و عباس در بخش خصوصی فعالیت می‌کردند و از ثروتمندان ایران بودند.